# Evangelische Kirche (Waldwimmersbach)

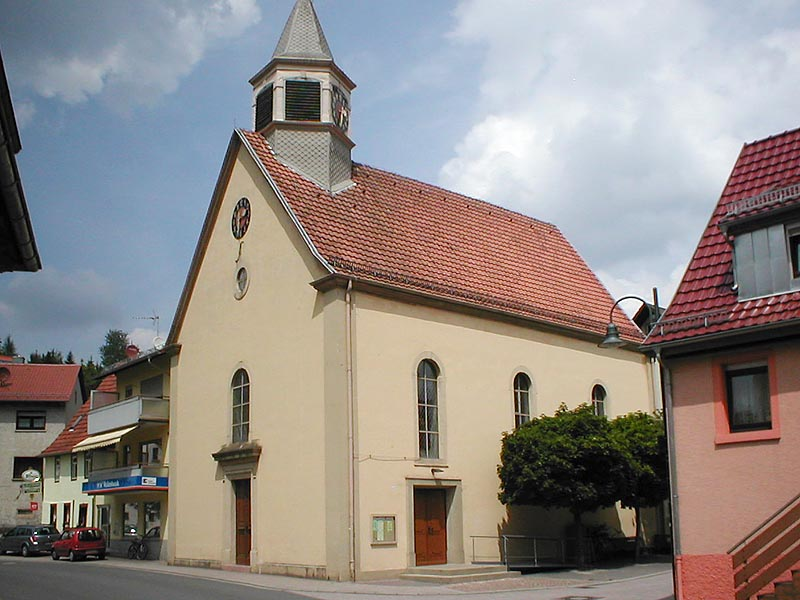
Evangelische Kirche in Waldwimmersbach (Foto von 2007)

Die Evangelische Kirche in Waldwimmersbach, einem Ortsteil der Gemeinde Lobbach im Rhein-Neckar-Kreis im nördlichen Baden-Württemberg, geht auf eine Kapelle aus dem 15. Jahrhundert zurück. Das heutige Gebäude wurde 1792 errichtet und im Inneren seitdem vielfach umgestaltet. Die Kirchengemeinde gehört zum Kirchenbezirk Neckargemünd-Eberbach der Evangelischen Landeskirche in Baden.

## Geschichte
Eine Kapelle in Waldwimmersbach wurde erstmals 1494 erwähnt. Mit der Reformation in der Kurpfalz wurde die Kapelle evangelisch. 1788 war die alte Kapelle baufällig und statt einer Renovierung entschied man sich für den Neubau einer größeren Kirche, die 1792 errichtet wurde und die man den damaligen evangelischen Vorstellungen nach schlicht als Predigtkirche ausstattete.
Das ursprünglich spätbarocke Innere der Kirche wurde vielfach umgestaltet. Ein Blitzschlag zerstörte 1886 die Empore und die Orgel. Eine größere Renovierung fand 1903 statt, wobei die Kirche innen im eklektizistischen Stil des Historismus mit Anklängen an den Klassizismus und die Gotik umgestaltet hat. Der Altar und die Kanzel stammen aus jener Zeit. Unter anderem wurde damals auch neues Gestühl beschafft und eine Wandvertäfelung angebracht. Aufgrund von eindringender Bodenfeuchtigkeit hatten die hölzernen Einrichtungsgegenstände der Kirche sehr zu leiden. 1951 wurde der Emporenaufgang erneuert. 1954 hat man die Kirche abermals renoviert, wobei die Wandvertäfelung entfernt und das bereits von Schwamm befallene Gestühl erneuert wurden. Der alte Boden aus Sandsteinplatten wurde gegen einen neuen Bodenbelag aus Asphaltplatten auf Unterbeton ausgetauscht. Als 1970 die Durchgangsstraße von Waldwimmersbach ausgebaut wurde, hat man das zur Straße hin liegende Westportal verschlossen und an der Südseite einen neuen Eingang geschaffen. 1974 erhielten die Oculi Buntglaseinsätze von Valentin Feuerstein mit symbolischen biblischen Motiven. 1980 wurde im Eingangsbereich ein Toilettenraum geschaffen. Eine weitere umfassende Renovierung fand 1983/84 statt, wobei der Kirchenboden wieder mit Sandsteinplatten ausgelegt und der Altarraum wieder um eine Stufe erhöht wurde. Damals hat man auch Grundmauern des 1494 belegten gotischen Vorgängerbauwerks dokumentiert. Statt der Kirchenbänke kam teilweise eine lose Bestuhlung zur Aufstellung und die Kirche erhielt erneut eine Wandvertäfelung.
2006 fand die bislang letzte umfassende Innenrenovierung der Kirche statt. Dabei wurde die alte Toilette mit dem Windfang entfernt und durch eine neue kombinierte Versorgungsblock aus Windfang, Toilette, Sakristei, Garderobe und Spüle ersetzt. Die Empore wurde überarbeitet, unter anderem wurde der Emporenboden erneuert und die Brüstung den heutigen Sicherheitsanforderungen nach erhöht. Die Heizung und die Elektrik der Kirche wurden erneuert. Beim Innenanstrich der Kirche orientierte man sich an den ältesten aufgefundenen Farbfassungen mit farblich abgesetzten Fensterlaibungen. Die Decke wurde mit illusionistischem Spiegelstuck ausgemalt. Das Tonnengewölbe der Kirche wies ursprünglich echte Stuckverzierungen auf, diese gingen jedoch bei früheren Renovierungen verloren und waren an den Giebelseiten schon länger durch Illusionsmalerei ersetzt worden.
Die zweimanualige Orgel der Kirche wurde 1959 bei Gebr. Mann in Marktbreit gebaut. Sie ersetzte das vorherige Instrument, welches Mathias Burkhard 1887 für die Kirche schuf. Im Dachreiter befinden sich drei Glocken von 1922, 1925 und 1955.
Die Baulast für den Dachreiter, den Glockenstuhl, den Altar, die Kanzel und die Empore liegt bei der Evangelischen Stiftung Pflege Schönau, Baulast für Orgel, Taufstein, Ambo, Glocken, Gestühl, sonstige Einbauten und die Außenanlage liegt bei der Kirchengemeinde. Weitere Ausgaben, vor allem für Zwecke der Modernisierung, werden gemeinsam getragen.